# Episodi di The Practice - Professione avvocati (ottava stagione)
L'ottava e ultima stagione della serie televisiva The Practice - Professione avvocati è composta da 22 episodi ed è stata negli Stati Uniti dal 28 settembre 2003 al 16 maggio 2004 sul canale ABC (Stati Uniti d'America).
In Italia è andata in onda dal 13 aprile al 12 maggio 2010 sul canale satellitare Lei, dopo tre anni di totale assenza dagli schermi italiani.
Dylan McDermott, Kelli Williams, Lisa Gay Hamilton, Marla Sokoloff e Lara Flynn Boyle sono tutti usciti di scena al termine della stagione precedente; James Spader si unisce al cast fisso fin dal primo episodio ricoprendo il ruolo dell'avvocato Alan Shore.
Rhona Mitra si unisce al cast fisso fin dal primo episodio ricoprendo il ruolo dell'assistente Tara Wilson, mentre William Shatner appare negli ultimi sei episodi della stagione nel ruolo dell'avvocato Danny Crane.
Dylan McDermott torna per gli ultimi due episodi finali nel ruolo di Bobby Donnell.
Al termine della serie, i personaggi di Alan Shore, Tara Wilson e Danny Crane sono diventati i protagonisti dello spin-off Boston Legal.
Sharon Stone partecipa come special guest star nel trittico degli episodi 2, 3 e 4, interpretando Sheila Carlisle
| nº | Titolo originale                     | Titolo italiano           | Prima TV USA      | Prima TV Italia |
| -- | ------------------------------------ | ------------------------- | ----------------- | --------------- |
| 1  | We the People                        | Noi, gente comune         | 28 settembre 2003 | 13 aprile 2010  |
| 2  | The Chosen (Part 1)                  | La prescelta (1)          | 5 ottobre 2003    | 14 aprile 2010  |
| 3  | Cause of Action (Part 2)             | Caso di coscienza (2)     | 12 ottobre 2003   | 15 aprile 2010  |
| 4  | Blessed Are They (Part 3)            | Santa Caterina (3)        | 19 ottobre 2003   | 16 aprile 2010  |
| 5  | The Heat of Passion (Part 1)         | Delitto passionale (1)    | 26 ottobre 2003   | 19 aprile 2010  |
| 6  | The Lonely People (Part 2)           | La solitudine (2)         | 2 novembre 2003   | 20 aprile 2010  |
| 7  | Rape Shield                          | Proteggere la vittima     | 9 novembre 2003   | 21 aprile 2010  |
| 8  | Concealing Evidence                  | Occultamento di prove     | 23 novembre 2003  | 22 aprile 2010  |
| 9  | Victims' Rights                      | Una richiesta d'aiuto     | 30 novembre 2003  | 23 aprile 2010  |
| 10 | Equal Justice                        | Un processo equo          | 7 dicembre 2003   | 26 aprile 2010  |
| 11 | Police State                         | Abuso di potere           | 11 gennaio 2004   | 27 aprile 2010  |
| 12 | Avenging Angels                      | Angeli vendicatori        | 18 gennaio 2004   | 28 aprile 2010  |
| 13 | Coming Home (Part 1)                 | A casa (1)                | 15 febbraio 2004  | 29 aprile 2010  |
| 14 | Pre-Trial Blues (Part 2)             | Corruzione e bugie (2)    | 22 febbraio 2004  | 30 aprile 2010  |
| 15 | Mr. Shore Goes to Town (Part 3)      | Mr. Shore va in città (3) | 7 marzo 2004      | 3 maggio 2010   |
| 16 | In Good Conscience (Part 1)          | Un brutto destino (1)     | 14 marzo 2004     | 4 maggio 2010   |
| 17 | War of the Roses (Part 2)            | La guerra dei Roses (2)   | 21 marzo 2004     | 5 maggio 2010   |
| 18 | The Case Against Alan Shore (Part 3) | Il caso contro Shore (3)  | 28 marzo 2004     | 6 maggio 2010   |
| 19 | The Firm                             | Studio legale             | 18 aprile 2004    | 7 maggio 2010   |
| 20 | Comings and Goings                   | Chi viene e chi va        | 25 aprile 2004    | 10 maggio 2010  |
| 21 | New Hoods on the Block               | Un sogno da realizzare    | 2 maggio 2004     | 11 maggio 2010  |
| 22 | Cheers (a.k.a. Adjourned)            | Brindisi di addio         | 16 maggio 2004    | 12 maggio 2010  |